# Monte Labbro
Der Monte Labbro (teilweise auch Monte Labro geschrieben) ist ein Berg in der Provinz Grosseto in Italien.

## Lage
Der Berg befindet sich in der Toskana im Südosten des Monte Amiata und südwestlich des Monte Buceto zwischen den Tälern der Albegna, Fiora, Orcia und Ombrone. Am Monte Labbro entspringt der Torrente Zancona. Er gehört zum Gemeindegebiet von Arcidosso und beheimatet den Faunapark Parco faunistico del Monte Amiata und das Naturschutzgebiet Riserva naturale Monte Labbro.